# Fountain (Kolorado)
Fountain – miasto w Stanach Zjednoczonych, w stanie Kolorado, w hrabstwie El Paso.